# Баха ад-Дін Сам I
Баха ад-Дін Сам I (перс. بهاء الدین سام; помер 1149) — малік династії Гурідів.